# Lijst van rijksmonumenten in Hoorn (plaats)
De stad Hoorn telt 369 inschrijvingen in het rijksmonumentenregister. Hieronder een compleet overzicht.
Een groot aantal monumenten bevindt zich aan of bij de Grote Oost. Deze zijn afgesplitst naar de lijst van rijksmonumenten aan het Grote Oost.

## Overzicht rijksmonumenten
Bij de overige straten bevinden zich de volgende rijksmonumenten:
| Object | Oorspronkelijke functie?     | Bouwjaar                                         | Architect          | Locatie                                         | Coördinaten?                 | Nr.?   | Afbeelding |
| --- | ---------------------------- | ------------------------------------------------ | ------------------ | ----------------------------------------------- | ---------------------------- | ------ | --- |
| Maria- of Kruittoren. Halfronde bakstenen muurtoren op de kruin van de wal | Fort, vesting en -onderdl    | 1508                                             |                    | Achter de Vest 1                                | 52° 38' 36" NB, 5° 3' 38" OL | 22277  | Meer afbeeldingen |
| St. Joris- en St. Sebastiaanpoort | Erfscheiding                 |                                                  |                    | Achter de Vest                                  | 52° 38' 35" NB, 5° 3' 40" OL | 22278  | Meer afbeeldingen |
| St. Joris- en St. Sebastiaanpoort | Erfscheiding                 |                                                  |                    | Achter de Vest                                  | 52° 38' 35" NB, 5° 3' 40" OL | 22278  | Meer afbeeldingen |
| Diaconiehuis. Twee gepleisterde topgevels, waarin twee gevelstenen. Inwendig gang met twee deuromlijstingen en poortje; in de deur bijzonder mooi slot                                                                              | Sociale zorg, liefdadigh.    | 1619                                             |                    | Achterom 3                                      | 52° 38' 21" NB, 5° 3' 28" OL | 22279  | Meer afbeeldingen |
| Sint-Jozefhuis; huis met topgevel, gepleisterd, met gevelsteen | Sociale zorg, liefdadigh.    |                                                  |                    | Achterom 15, 17                                 | 52° 38' 22" NB, 5° 3' 25" OL | 22280  | Meer afbeeldingen |
| Huis met topgevel, gepleisterd, met gevelsteen | Woonhuis                     |                                                  |                    | Achterom 77                                     | 52° 38' 28" NB, 5° 3' 20" OL | 22281  | Meer afbeeldingen |
| Eenvoudig landelijk pand, hoek Gortsteeg | Woonhuis                     |                                                  |                    | Achterom 93                                     | 52° 38' 29" NB, 5° 3' 17" OL | 22282  | Meer afbeeldingen |
| Hoekpand onder hoog met pannen belegd schilddak, windvaan met paarden op de nok (stalhouderij), thans opslag van aannemer | Opslag                       | eerste helft 19e eeuw                            |                    | Achterom 95                                     | 52° 38' 30" NB, 5° 3' 17" OL | 22283  | Meer afbeeldingen |
| Pakhuis onder hoog zadeldak, met eenvoudige puntgevel. Gevelsteen de Mosterdmolen | Opslag                       | 18e eeuw                                         |                    | Achterom 111                                    | 52° 38' 31" NB, 5° 3' 15" OL | 22284  | Meer afbeeldingen |
| Rechter helft van ondiep woonhuis met eenvoudige bakstenen gevel, geleed door middenrisaliet, waarin ingangspartij; bestemd voor annex van het Westfries Museum                                                                     | Woonhuis                     | eerste helft 19e eeuw                            |                    | Roode Steen 1, voorheen Achterom 2 (rechts)     | 52° 38' 21" NB, 5° 3' 32" OL | 22285  | Rechter helft van ondiep woonhuis met eenvoudige bakstenen gevel, geleed door middenrisaliet, waarin ingangspartij; bestemd voor annex van het Westfries Museum            |
| Linker helft van ondiep woonhuis met eenvoudige bakstenen gevel, geleed door middenrisaliet waarin ingangspartij; bestemd voor annex van het Westfries Museum                                                                       | Woonhuis                     | eerste helft 19e eeuw                            |                    | Roode Steen 1, voorheen Achterom 4 (links)      | 52° 38' 21" NB, 5° 3' 32" OL | 22286  | Linker helft van ondiep woonhuis met eenvoudige bakstenen gevel, geleed door middenrisaliet waarin ingangspartij; bestemd voor annex van het Westfries Museum              |
| Achterhuis van Grote Noord 1 | Opslag                       | eerste helft 19e eeuw                            |                    | Achterom 18, 18A                                | 52° 38' 22" NB, 5° 3' 29" OL | 22287  | Achterhuis van Grote Noord 1 |
| Tuinmuur, ingebouwd in laag verdiepingloos pakhuisje met Lod. XV-voordeur uit pand aan de Koepoortsweg | Erfscheiding                 |                                                  |                    | Achterom 20                                     | 52° 38' 22" NB, 5° 3' 29" OL | 22288  | Tuinmuur, ingebouwd in laag verdiepingloos pakhuisje met Lod. XV-voordeur uit pand aan de Koepoortsweg                                                                     |
| Laag dwarshuis met twaalf-ruits vensters | Woonhuis                     |                                                  |                    | Grote Noord 65, Voorheen Achterom 66            | 52° 38' 28" NB, 5° 3' 22" OL | 22289  | Laag dwarshuis met twaalf-ruits vensters |
| Waarschijnlijk oorspronkelijk tuinpaviljoen, door middel van puibalk met verdieping verhoogd | Bijgebouwen kastelen enz.    | laatste helft 18e eeuw                           |                    | Grote Noord 67, voorheen Achterom 68            | 52° 38' 28" NB, 5° 3' 22" OL | 22290  | Waarschijnlijk oorspronkelijk tuinpaviljoen, door middel van puibalk met verdieping verhoogd                                                                               |
| Hoekpand hoek Gortsteeg. Groot tuinhuis met verdieping, deels garage | Opslag                       | laatste kwart 18e eeuw - eerste helft 19e eeuw   |                    | Voorheen Achterom 82 (nu Grote Noord 83)        | 52° 38' 30" NB, 5° 3' 19" OL | 22291  | Meer afbeeldingen |
| Doelengebouw, thans woningen en kantoorpand | Vergadering en vereniging    | 17e/18e eeuw                                     | Hendrick de Keyser | Achterstraat 2, Onder de Boompjes 1, 1A, 1B, 1C | 52° 38' 34" NB, 5° 3' 36" OL | 22292  | Meer afbeeldingen |
| Pand met roeden in de grote vensters | Woonhuis                     | vroeg 19e eeuw                                   |                    | Achterstraat 6                                  | 52° 38' 35" NB, 5° 3' 35" OL | 22293  | Meer afbeeldingen |
| Pakhuis "Londen". Pand met pakhuisgevel. Twee gevelstenen. Inwendig houtskelet | Opslag                       | 17e eeuw (skelet)                                |                    | Bierkade 2                                      | 52° 38' 18" NB, 5° 3' 40" OL | 22294  | Meer afbeeldingen |
| Pand met pakhuisgevel. Originele deur en kozijnen. Inwendig houtskelet | Woonhuis                     | 17e eeuw (skelet)                                |                    | Bierkade 5                                      | 52° 38' 19" NB, 5° 3' 41" OL | 22295  | Meer afbeeldingen |
| Pakhuis tussen twee topgevels, waarvan voorgevel beneden gepleisterd, achter geheel; oude kozijnen | Opslag                       |                                                  |                    | Bierkade 8                                      | 52° 38' 19" NB, 5° 3' 42" OL | 22296  | Meer afbeeldingen |
| Klein woonhuis, met houten pui | Woonhuis                     | laatste kwart 16e eeuw - eerste kwart 17e eeuw   |                    | Bierkade 10                                     | 52° 38' 19" NB, 5° 3' 43" OL | 22297  | Meer afbeeldingen |
| Pandje zonder verdieping onder gezamenlijk tentdak met nr 12; vensters met roedenverdeling | Woonhuis                     | laatste helft 18e eeuw - eerste helft 19e eeuw   |                    | Bierkade 11                                     | 52° 38' 19" NB, 5° 3' 43" OL | 22298  | Meer afbeeldingen |
| Pandje zonder verdieping onder gezamenlijk tentdak met nr 11; vensters met roedenverdeling | Woonhuis                     | laatste helft 18e eeuw - eerste helft 19e eeuw   |                    | Bierkade 12                                     | 52° 38' 19" NB, 5° 3' 43" OL | 22299  | Meer afbeeldingen |
| Pakhuis met gepleisterde gevel, houten pui, deels gedicht. Achtergevel goed | Woonhuis                     | 1591 (anker)                                     |                    | Bierkade 13                                     | 52° 38' 19" NB, 5° 3' 44" OL | 22300  | Meer afbeeldingen |
| Kamer Westindische Compagnie, thans Logegebouw (sedert 1862) | Handel en kantoor            | 1783 (stucwerk)                                  |                    | Binnenluiendijk 2                               | 52° 38' 19" NB, 5° 3' 58" OL | 22301  | Meer afbeeldingen |
| Huis Bonck | Werk-woonhuis                | vroeg 16e eeuw                                   |                    | Binnenluiendijk 3                               | 52° 38' 19" NB, 5° 3' 59" OL | 22302  | Meer afbeeldingen |
| Pakhuis | Opslag                       | 17e eeuw                                         |                    | Binnenluiendijk 4                               | 52° 38' 19" NB, 5° 3' 59" OL | 22303  | Meer afbeeldingen |
| Met 19e-eeuws stucornament opgesierde laat-18e-eeuwse gevel voor ouder pand | Woonhuis                     | 18e/19e eeuw                                     |                    | Breed 6                                         | 52° 38' 31" NB, 5° 3' 10" OL | 22305  | Meer afbeeldingen |
| Huis met eenvoudige gevel met rechte kroonlijst; pui modern | Werk-woonhuis                | laat 18e eeuw                                    | J. van Reijendam   | Breed 8                                         | 52° 38' 31" NB, 5° 3' 10" OL | 22306  | Meer afbeeldingen |
| Huis met eenvoudige gevel met rechte kroonlijst; eenvoudige deuromlijsting | Woonhuis                     | laat 18e eeuw                                    |                    | Breed 10                                        | 52° 38' 31" NB, 5° 3' 10" OL | 22307  | Meer afbeeldingen |
| Huis met halsgevel; boven gewijzigde pui vensters met 18e-eeuwse roeden | Woonhuis                     | laat 17e eeuw                                    |                    | Breed 12                                        | 52° 38' 31" NB, 5° 3' 11" OL | 22308  | Meer afbeeldingen |
| Huis met eenvoudige lijstgevel; pui gewijzigd | Woonhuis                     | laat 18e eeuw                                    |                    | Breed 26                                        | 52° 38' 32" NB, 5° 3' 13" OL | 22309  | Meer afbeeldingen |
| Huis met eenvoudige lijstgevel; pui gemoderniseerd | Woonhuis                     | laat 18e eeuw                                    |                    | Breed 28, 28A                                   | 52° 38' 32" NB, 5° 3' 13" OL | 22310  | Meer afbeeldingen |
| Hoekpand in oudhollandse stijl | Woonhuis                     | ca. 1910                                         |                    | Breed 30                                        | 52° 38' 32" NB, 5° 3' 13" OL | 22311  | Meer afbeeldingen |
| Huis met trapgevel: pui gerestaureerd | Woonhuis                     | 17e eeuw                                         |                    | Breed 32                                        | 52° 38' 32" NB, 5° 3' 13" OL | 22312  | Meer afbeeldingen |
| De Gekroonde Jaagschuit, hoekpand in oudhollandse stijl | Industrie                    | ca. 1910                                         |                    | Breed 38                                        | 52° 38' 32" NB, 5° 3' 15" OL | 22313  | Meer afbeeldingen |
| Pand in oudhollandse stijl | Woonhuis                     | ca. 1910                                         |                    | Breed 40                                        | 52° 38' 32" NB, 5° 3' 15" OL | 22314  | Meer afbeeldingen |
| Smal pandje waarvan de vensters roedenverdeling hebben. Op de verdieping spaarveld | Werk-woonhuis                | eerste helft 19e eeuw                            |                    | Breestraat 13                                   | 52° 38' 25" NB, 5° 3' 40" OL | 22315  | Smal pandje waarvan de vensters roedenverdeling hebben. Op de verdieping spaarveld                                                                                         |
| Timmermansgildehuis | Woonhuis                     | 17e eeuw                                         |                    | Dal 3, bij                                      | 52° 38' 35" NB, 5° 3' 22" OL | 22316  | Meer afbeeldingen |
| St.Pietershof, woningen voor ouden van dagen | Sociale zorg, liefdadigh.    | 1617 en ouder                                    |                    | Dal 9, Mosterdsteeg 2                           | 52° 38' 35" NB, 5° 3' 25" OL | 22317  | Meer afbeeldingen |
| Huis met gepleisterde trapgevel | Opslag                       | 18e eeuw                                         |                    | Dubbele Buurt 1                                 | 52° 38' 33" NB, 5° 3' 11" OL | 22318  | Huis met gepleisterde trapgevel |
| Huis met gevel met rechte kroonlijst voor ouder pand onder zadeldak met achtertop | Woonhuis                     | laat 18e eeuw (gevel)                            |                    | Dubbele Buurt 24                                | 52° 38' 34" NB, 5° 3' 10" OL | 22319  | Meer afbeeldingen |
| Herenhuis, met rechte kroonlijst; pui quasi 17e-eeuws; zijgevel vrij gaaf. Achterhuis aan Smelterssteeg met topgevel | Woonhuis                     | laatste kwart 17e eeuw                           |                    | Dubbele Buurt 26                                | 52° 38' 35" NB, 5° 3' 9" OL  | 22320  | Meer afbeeldingen |
| Het Huidenhuis. groot pakhuis, gevels gepleisterd. U-vormig schilddak; twee trijshuisjes | Industrie                    | 18e-19e eeuw                                     |                    | Dubbele buurt 32A, 32B, 34, 36A-36F             | 52° 38' 35" NB, 5° 3' 9" OL  | 22321  | Meer afbeeldingen |
| Huis met forse trapgevel en pui | Woonhuis                     | eerste kwart 17e eeuw (trapgevel) 18e eeuw (pui) |                    | Duinsteeg 15                                    | 52° 38' 31" NB, 5° 3' 25" OL | 22322  | Meer afbeeldingen |
| Huis met van top beroofde gevel, gedragen door gesneden puibalk. Pui. In het fries drie gevelstenen. Middelste toont de stad Genua.                                                                                                 | Woonhuis                     | 17e eeuw (huis) 18e eeuw (pui)                   |                    | Gedempte Appelhaven 7                           | 52° 38' 21" NB, 5° 3' 46" OL | 22324  | Meer afbeeldingen |
| Pand met trapgevel | Werk-woonhuis                | 17e eeuw                                         |                    | Gerritsland 53                                  | 52° 38' 26" NB, 5° 3' 48" OL | 22325  | Pand met trapgevel |
| De Drie Kaemeren, deftig pand met rechte kroonlijst; rijk geornementeerd rond deurpartij en vensters op beide verdiepingen er boven.                                                                                                | Woonhuis                     | 1753 (wapen)                                     |                    | Gouw 7                                          | 52° 38' 30" NB, 5° 3' 35" OL | 22326  | Meer afbeeldingen |
| Pand met ingezwenkte halsgevel; oude roeden in de vensters; pui gewijzigd | Werk-woonhuis                | 1698                                             |                    | Grote Noord 1, 1A, 1B, 1C                       | 52° 38' 22" NB, 5° 3' 31" OL | 22327  | Meer afbeeldingen |
| Van top beroofd zeer hoog pand, waarvan begane grond, 1e en 2e verdieping met hoek- en strekblokken de gevel vormen. Vensters begane grond en verdieping jonger                                                                     | Werk-woonhuis                | laatste kwart 16e eeuw - 17e eeuw                |                    | Grote Noord 3                                   | 52° 38' 22" NB, 5° 3' 31" OL | 22328  | Meer afbeeldingen |
| Ondiep dwarshuis met eenvoudige gevel met rechte kroonlijst | Woonhuis                     | 18e eeuw                                         |                    | Grote Noord 7                                   | 52° 38' 23" NB, 5° 3' 30" OL | 22329  | Meer afbeeldingen |
| Huis met gepleisterde pilastergevel met festoenen; pui modern, top verloren | Woonhuis                     |                                                  |                    | Grote Noord 9, 11B, 11C, 11E                    | 52° 38' 23" NB, 5° 3' 30" OL | 22330  | Meer afbeeldingen |
| Eenvoudig pand met rechte kroonlijst | Woonhuis                     | eerste helft 19e eeuw                            |                    | Grote Noord 11, 11A, 11D                        | 52° 38' 23" NB, 5° 3' 30" OL | 22331  | Meer afbeeldingen |
| Vijf traveeën breed woonhuis met verdieping en rechte kroonlijst waarboven twee dakkapellen | Woonhuis                     | midden 18e eeuw                                  |                    | Grote Noord 31                                  | 52° 38' 25" NB, 5° 3' 27" OL | 22332  | Meer afbeeldingen |
| Huis met zeer hoge, deels loze gevel met verhoogde kroonlijst waarin opschrift omtrent de bouw en jaartal 1737. | Woonhuis                     | laat 18e eeuw                                    |                    | Grote Noord 67                                  | 52° 38' 28" NB, 5° 3' 23" OL | 22333  | Meer afbeeldingen |
| Zes traveeën breed met rechte kroonlijst en twee dakkapellen voor drie oudere panden waarvan een de top behouden heeft. Pui modern van de Stumpel.                                                                                  | Woonhuis                     | laat 18e eeuw                                    |                    | Grote Noord 83                                  | 52° 38' 30" NB, 5° 3' 20" OL | 22334  | Meer afbeeldingen |
| Huis met gevel met rechte kroonlijst en dakkapel | Woonhuis                     |                                                  |                    | Grote Noord 85                                  | 52° 38' 30" NB, 5° 3' 20" OL | 22335  | Meer afbeeldingen |
| Pand met gepleisterde verdieping waarin oud luik; thans recht afgesloten, oude kap | Werk-woonhuis                | 17e eeuw                                         |                    | Grote Noord 113                                 | 52° 38' 32" NB, 5° 3' 17" OL | 22336  | Meer afbeeldingen |
| De Zaadmarkt | Werk-woonhuis                | 1846                                             |                    | Grote Noord 115                                 | 52° 38' 32" NB, 5° 3' 17" OL | 22337  | Meer afbeeldingen |
| Huis met eenvoudige gevel; omlijste deurpartij met bovenlicht; bescheiden versierde kroonlijst | Woonhuis                     | tweede kwart 19e eeuw                            |                    | Grote Noord 36 / Nieuwe Noord 1A                | 52° 38' 25" NB, 5° 3' 28" OL | 22338  | Meer afbeeldingen |
| Huis met hoge trapgevel, die met twee friezen doorsneden en met vrij veel natuursteen versierd is; drie gevelstenen waaronder één met Gulden Vlies                                                                                  | Werk-woonhuis                | eerste kwart 17e eeuw                            |                    | Grote Noord 40                                  | 52° 38' 25" NB, 5° 3' 28" OL | 22339  | Meer afbeeldingen |
| Rechter helft van een tweeling trapgevel voor ouder pand | Werk-woonhuis                | 17e eeuw                                         |                    | Grote Noord 44 / Nieuwe Noord 3A                | 52° 38' 26" NB, 5° 3' 28" OL | 22340  | Meer afbeeldingen |
| Linker helft van tweeling trapgevel voor ouder pand, gepleisterd. Achtertop behouden | Werk-woonhuis                | 17e eeuw                                         |                    | Grote Noord 46 / Nieuwe Noord 3B                | 52° 38' 26" NB, 5° 3' 27" OL | 22341  | Meer afbeeldingen |
| Eenvoudig pand met rechte kroonlijst, dakkapel; schoorsteen voor op de nok | Woonhuis                     | tweede kwart 19e eeuw                            |                    | Grote Noord 48 / Nieuwe Noord 3B                | 52° 38' 26" NB, 5° 3' 27" OL | 22342  | Meer afbeeldingen |
| Pand met gezwenkte halsgevel met natuurstenen deklijst en kuifstuk, rococo | Woonhuis                     | 17e eeuw                                         |                    | Grote Noord 50                                  | 52° 38' 26" NB, 5° 3' 27" OL | 22343  | Meer afbeeldingen |
| Rechtgesloten eenvoudige gevel met dakkapel voor ouder pand met achtertop waarin kruiskozijn. Pui modern | Woonhuis                     |                                                  |                    | Grote Noord 52                                  | 52° 38' 26" NB, 5° 3' 27" OL | 22344  | Meer afbeeldingen |
| Huis met eenvoudige gevel waarvan pui gemoderniseerd; achtergevel met top; in achterkamer betimmering in rococostijl, met glasdeuren (eenvoudig)                                                                                    | Woonhuis                     | laat 18e eeuw                                    |                    | Grote Noord 62                                  | 52° 38' 27" NB, 5° 3' 26" OL | 22345  | Meer afbeeldingen |
| Diep hoekpand onder oud zadeldak. Gevel gemoderniseerd. Gevelsteen: "In de twe vergulde Hofd" | Woonhuis                     | 17e eeuw                                         | A.C. Bleijs        | Grote Noord 104                                 | 52° 38' 30" NB, 5° 3' 21" OL | 22346  | Meer afbeeldingen |
| Smal pand waarvan de gevel door een ingezwenkte halstop wordt beëindigd met rococo kuifstuk | Woonhuis                     | derde kwart 18e eeuw                             |                    | Grote Noord 116                                 | 52° 38' 31" NB, 5° 3' 20" OL | 22347  | Smal pand waarvan de gevel door een ingezwenkte halstop wordt beëindigd met rococo kuifstuk                                                                                |
| Huis met flauw gezwenkte halsgevel met aanzet- en kuifstukken. Roeden heraangebracht | Werk-woonhuis                | 1769                                             |                    | Grote Noord 138                                 | 52° 38' 32" NB, 5° 3' 18" OL | 22348  | Meer afbeeldingen |
| Hoofdtoren | Fort, vesting en -onderdl    |                                                  |                    | Hoofd 2                                         | 52° 38' 13" NB, 5° 3' 47" OL | 22411  | Meer afbeeldingen |
| Gepleisterd hoekpand met verdieping en schilddak | Woonhuis                     |                                                  |                    | Hoofd 3                                         | 52° 38' 12" NB, 5° 3' 46" OL | 22412  | Gepleisterd hoekpand met verdieping en schilddak |
| Houten Hoofd | Transport                    | 1464                                             |                    | Hoofd                                           | 52° 38' 13" NB, 5° 3' 50" OL | 22413  | Meer afbeeldingen |
| Dubbel dwarshuis onder pannen zadeldak | Woonhuis                     | 18e eeuw                                         |                    | Italiaanse Zeedijk 24                           | 52° 38' 15" NB, 5° 3' 33" OL | 22414  | Meer afbeeldingen |
| Gepleisterd pand met verdieping en schilddak | Werk-woonhuis                |                                                  |                    | Italiaanse Zeedijk 52                           | 52° 38' 14" NB, 5° 3' 37" OL | 22415  | Meer afbeeldingen |
| Pand met verdieping en schilddak, 17e eeuw | Woonhuis                     |                                                  |                    | Italiaanse Zeedijk 54                           | 52° 38' 14" NB, 5° 3' 37" OL | 22416  | Meer afbeeldingen |
| Gepleisterd pand met verdieping en schilddak | Werk-woonhuis                |                                                  |                    | Italiaanse Zeedijk 56                           | 52° 38' 14" NB, 5° 3' 37" OL | 22417  | Meer afbeeldingen |
| Voormalig vissersgildehuis | Werk-woonhuis                |                                                  |                    | Italiaanse Zeedijk 58                           | 52° 38' 14" NB, 5° 3' 37" OL | 22418  | Meer afbeeldingen |
| Met onderdelen van afgebroken nr 68 herbouwd perceel | Woonhuis                     |                                                  |                    | Italiaanse Zeedijk 60                           | 52° 38' 14" NB, 5° 3' 37" OL | 22419  | Meer afbeeldingen |
| Pand uit de 17e of 18e eeuw zonder verdieping | Woonhuis                     |                                                  |                    | Italiaanse Zeedijk 67                           | 52° 38' 14" NB, 5° 3' 41" OL | 22420  | Meer afbeeldingen |
| Dubbel dwarshuis onder pannen zadeldak, dat aan de rechterzijde met een dakschild beëindigd is | Woonhuis                     | 18e eeuw                                         |                    | Italiaanse Zeedijk 78, 80                       | 52° 38' 14" NB, 5° 3' 39" OL | 22421  | Meer afbeeldingen |
| Pand met lage verdieping en schilddak | Woonhuis                     | 18e eeuw                                         |                    | Italiaanse Zeedijk 79                           | 52° 38' 14" NB, 5° 3' 43" OL | 22422  | Meer afbeeldingen |
| Dwarshuis onder zadeldak, dat een geheel vormt met dat over nr 84 | Woonhuis                     | 18e eeuw                                         |                    | Italiaanse Zeedijk 82                           | 52° 38' 14" NB, 5° 3' 40" OL | 22423  | Meer afbeeldingen |
| Dwarshuis onder zadeldak, dat een geheel vormt met dat over nr 82 | Woonhuis                     | 18e eeuw                                         |                    | Italiaanse Zeedijk 84                           | 52° 38' 14" NB, 5° 3' 40" OL | 22424  | Meer afbeeldingen |
| Speelgoedmuseum De Kijkdoos | Werk-woonhuis                | 17e eeuw                                         |                    | Italiaanse Zeedijk 106                          | 52° 38' 13" NB, 5° 3' 43" OL | 22425  | Meer afbeeldingen |
| Pand met verdieping en schilddak | Woonhuis                     |                                                  |                    | Italiaanse Zeedijk 108                          | 52° 38' 13" NB, 5° 3' 43" OL | 22426  | Meer afbeeldingen |
| Admiraliteitspoortje, toegang gevend tot stadsziekenhuis | Grensafbakening              |                                                  |                    | Kerkplein 23                                    | 52° 38' 27" NB, 5° 3' 40" OL | 22427  | Meer afbeeldingen |
| Vijf traveeën breed herenhuis met omlijste ingang | Woonhuis                     |                                                  |                    | Wisselstraat 8                                  | 52° 38' 27" NB, 5° 3' 40" OL | 22428  | Vijf traveeën breed herenhuis met omlijste ingang |
| Oude vrouwenpoortje | Grensafbakening              |                                                  |                    | Kerkplein 24                                    | 52° 38' 27" NB, 5° 3' 40" OL | 22429  | Meer afbeeldingen |
| Huis met vijf traveeën brede hoge gevel tussen hoekpilasters met gesneden consoles aan de kroonlijst en dakkapel | Woonhuis                     |                                                  |                    | Kerkplein 25                                    | 52° 38' 27" NB, 5° 3' 39" OL | 22430  | Meer afbeeldingen |
| Huis met hoge trapgevel | Werk-woonhuis                |                                                  |                    | Kerkplein 31                                    | 52° 38' 26" NB, 5° 3' 35" OL | 22431  | Huis met hoge trapgevel |
| Sint Jans Gasthuis of Boterhal | Sociale zorg, liefdadigh.    |                                                  |                    | Kerkplein 39                                    | 52° 38' 25" NB, 5° 3' 34" OL | 22432  | Meer afbeeldingen |
| Huis met eenvoudige ingezwenkte halsgevel met fronton, 1723 gedateerd. Kerkplein 40 is beschermd, 41 niet. | Sociale zorg, liefdadigh.    |                                                  |                    | Kerkplein 40, 41                                | 52° 38' 24" NB, 5° 3' 34" OL | 22433  | Meer afbeeldingen |
| Hoekpand Noordzijde Roode Steen. Huis met verhoogde halsgevel met twee pilasters opgaande van de puibalk en doorlopend langs de hals. Festoen, oeil de boeuf-omlijstingen, gevelsteen en jaartalsteen                               | Werk-woonhuis                | 1660 (jaarsteen) 18e eeuw (pui)                  |                    | Kerkstraat 1                                    | 52° 38' 23" NB, 5° 3' 34" OL | 22434  | Meer afbeeldingen |
| Recht afgesloten woonhuisgevel, voor wellicht ouder pand. Zadeldak met rode pannen; zwarte pannen aan voorste schild | Woonhuis                     | eerste helft 19e eeuw                            |                    | Kerkstraat 2                                    | 52° 38' 23" NB, 5° 3' 34" OL | 22435  | Meer afbeeldingen |
| Huis met eenvoudige recht afgesloten laat-18e-eeuwse gevel; winkelpui. Zadeldak met rode pannen, zwarte pannen aan voorste schild                                                                                                   | Werk-woonhuis                |                                                  |                    | Kerkstraat 4                                    | 52° 38' 23" NB, 5° 3' 34" OL | 22436  | Meer afbeeldingen |
| Pand van eenvoudige architectuur. Van belang voor het geheel van de Kerkstraat | Woonhuis                     |                                                  |                    | Kerkstraat 5                                    | 52° 38' 23" NB, 5° 3' 34" OL | 22437  | Meer afbeeldingen |
| Huis met eenvoudige recht afgesloten gevel; garagedeuren in deel van de pui. Zadeldak met rode pannen, zwarte pannen aan voorste schild                                                                                             | Werk-woonhuis                | tweede helft 18e eeuw of 19e eeuw                |                    | Kerkstraat 6                                    | 52° 38' 23" NB, 5° 3' 34" OL | 22438  | Meer afbeeldingen |
| Pand van eenvoudige architectuur. Van belang voor het geheel van de Kerkstraat | Werk-woonhuis                |                                                  |                    | Kerkstraat 7                                    | 52° 38' 23" NB, 5° 3' 34" OL | 22439  | Meer afbeeldingen |
| Huis met eenvoudige laat-18e-eeuwse gevel, recht afgesloten, roeden in vensters op de verdieping. Winkelpui. Zadeldak met rode pannen. Zwarte pannen aan voorste schild                                                             | Werk-woonhuis                |                                                  |                    | Kerkstraat 8                                    | 52° 38' 23" NB, 5° 3' 35" OL | 22440  | Meer afbeeldingen |
| Pand van eenvoudige architectuur. Van belang voor het geheel van de Kerkstraat | Werk-woonhuis                |                                                  |                    | Kerkstraat 9                                    | 52° 38' 24" NB, 5° 3' 34" OL | 22441  | Meer afbeeldingen |
| Huis met vijf traveeën brede gevel met middenrisaliet waarin de omlijste ingang met stoep waarop hek | Woonhuis                     | laatste helft 18e eeuw                           |                    | Kerkstraat 10                                   | 52° 38' 24" NB, 5° 3' 35" OL | 22442  | Meer afbeeldingen |
| Pand van eenvoudige architectuur. Van belang voor het geheel van de Kerkstraat | Werk-woonhuis                |                                                  | Adrianus Bleijs    | Kerkstraat 11                                   | 52° 38' 24" NB, 5° 3' 34" OL | 22443  | Meer afbeeldingen |
| Huis met sober omlijste vensters met imitatie sluitsteen. Dakkapel; snijraam | Werk-woonhuis                | vroeg 19e eeuw (gevel)                           |                    | Kleine Noord 7, 7 BO                            | 52° 38' 33" NB, 5° 3' 15" OL | 22444  | Meer afbeeldingen |
| Huis met grote vensters en zeer groot rond dakvenster boven dwarskap | Woonhuis                     | 19e eeuw (gevel)                                 |                    | Kleine Noord 29                                 | 52° 38' 35" NB, 5° 3' 12" OL | 22447  | Meer afbeeldingen |
| Pand met vernieuwde gevel | Werk-woonhuis                | 17e eeuw (kern)                                  |                    | Kleine Noord 31                                 | 52° 38' 35" NB, 5° 3' 12" OL | 22448  | Meer afbeeldingen |
| Pand van eenvoudige architectuur | Woonhuis                     |                                                  |                    | Kleine Noord 41                                 | 52° 38' 36" NB, 5° 3' 10" OL | 22449  | Meer afbeeldingen |
| Huis met gepleisterde ingezwenkte halsgevel | Werk-woonhuis                | laatste helft 18e eeuw                           |                    | Kleine Noord 20                                 | 52° 38' 34" NB, 5° 3' 14" OL | 22450  | Huis met gepleisterde ingezwenkte halsgevel |
| Eenvoudige kosterswoning tegen zuiderbeuk van de Noorderkerk | Kerkelijke dienstwoning      | 17e eeuw                                         |                    | Kleine Noord 30                                 | 52° 38' 35" NB, 5° 3' 13" OL | 22451  | Eenvoudige kosterswoning tegen zuiderbeuk van de Noorderkerk |
| Noorderkerk | Kerk en kerkonderdeel        | 1441-1519                                        |                    | Kleine Noord 32                                 | 52° 38' 36" NB, 5° 3' 13" OL | 22452  | Meer afbeeldingen |
| Hoekpand onder hoog zadeldak met rechte kroonlijst | Woonhuis                     | 17e eeuw                                         |                    | Kleine Oost 1, 1A                               | 52° 38' 26" NB, 5° 4' 0" OL  | 22453  | Hoekpand onder hoog zadeldak met rechte kroonlijst |
| Huis met gezwenkte halsgevel met gevelsteentje | Woonhuis                     |                                                  |                    | Kleine Oost 38                                  | 52° 38' 27" NB, 5° 4' 6" OL  | 22454  | Huis met gezwenkte halsgevel met gevelsteentje |
| Pand zonder verdieping onder schilddak | Woonhuis                     |                                                  |                    | Kleine Oost 35                                  | 52° 38' 27" NB, 5° 4' 5" OL  | 22455  | Meer afbeeldingen |
| Pand zonder verdieping onder dwarsdak tussen topgevels | Woonhuis                     |                                                  |                    | Kleine Oost 37                                  | 52° 38' 27" NB, 5° 4' 5" OL  | 22456  | Meer afbeeldingen |
| Hoekpand aan de oostzijde van de stad, bestaande uit een voorbouw met verdieping onder schilddak en een achterbouw zonder verdieping onder aansluitend zadeldak                                                                     | Woonhuis                     |                                                  |                    | Kleine Oost 39                                  | 52° 38' 27" NB, 5° 4' 6" OL  | 22457  | Meer afbeeldingen |
| Oosterpoort | Fort, vesting en -onderdl    | 1578                                             |                    | Oosterpoort 1                                   | 52° 38' 28" NB, 5° 4' 7" OL  | 22458  | Meer afbeeldingen |
| Huis met eenvoudige 18e-eeuwse gevel | Woonhuis                     |                                                  |                    | Koepoortsweg 35                                 | 52° 38' 43" NB, 5° 3' 30" OL | 22459  | Meer afbeeldingen |
| Hoekpand aan de Haven. Pand met 18e-eeuwse gevel | Woonhuis                     | 18e eeuw (gevel)                                 |                    | Korenmarkt 1                                    | 52° 38' 18" NB, 5° 3' 48" OL | 22460  | Meer afbeeldingen |
| Pand met gepleisterde gevel en hoge kap | Woonhuis                     |                                                  |                    | Korenmarkt 2                                    | 52° 38' 18" NB, 5° 3' 48" OL | 22461  | Meer afbeeldingen |
| Huis met ingezwenkt halsgeveltje met aanzetkrullen | Woonhuis                     |                                                  |                    | Korenmarkt 3                                    | 52° 38' 18" NB, 5° 3' 47" OL | 22462  | Meer afbeeldingen |
| Gepleisterde 18e-eeuwse pakhuisgevel voor wellicht ouder pand | Opslag                       |                                                  |                    | Korenmarkt 5                                    | 52° 38' 19" NB, 5° 3' 47" OL | 22463  | Meer afbeeldingen |
| Diep pand met pakhuisgevel | Opslag                       | 16e/17e/18e eeuw                                 |                    | Korenmarkt 4, 4A                                | 52° 38' 18" NB, 5° 3' 47" OL | 22464  | Meer afbeeldingen |
| Gepleisterde 18e-eeuwse pakhuisgevel voor wellicht ouder pand | Opslag                       |                                                  |                    | Korenmarkt 6                                    | 52° 38' 19" NB, 5° 3' 47" OL | 22465  | Meer afbeeldingen |
| Eenvoudig vroeg-19e-eeuws woonhuis met rechte kroonlijst en halfronde dakkapel | Woonhuis                     |                                                  |                    | Korenmarkt 7                                    | 52° 38' 19" NB, 5° 3' 47" OL | 22466  | Meer afbeeldingen |
| Kloppenburg | Werk-woonhuis                |                                                  |                    | Korenmarkt 8, 8A, 8B                            | 52° 38' 19" NB, 5° 3' 47" OL | 22467  | Meer afbeeldingen |
| Herbouwde topgevel van ouder pakhuis onder diep zadeldak | Opslag                       |                                                  |                    | Korenmarkt 10                                   | 52° 38' 19" NB, 5° 3' 47" OL | 22468  | Meer afbeeldingen |
| Eenvoudige laat-18e-eeuwse woonhuisgevel voor ouder pand onder diep zadeldak | Woonhuis                     |                                                  |                    | Korenmarkt 11                                   | 52° 38' 20" NB, 5° 3' 46" OL | 22469  | Meer afbeeldingen |
| Kapel van het voormalige Mariaklooster | Klooster, kloosteronderdl    | 17e eeuw                                         |                    | Korte Achterstraat 2A                           | 52° 38' 30" NB, 5° 3' 38" OL | 22470  | Meer afbeeldingen |
| Protestants Weeshuis | Sociale zorg, liefdadigh.    | 1574                                             |                    | Korte Achterstraat 4                            | 52° 38' 31" NB, 5° 3' 39" OL | 22471  | Meer afbeeldingen |
| Pand met gevel met originele ramen en luiken | Werk-woonhuis                |                                                  |                    | Nieuwsteeg 12                                   | 52° 38' 28" NB, 5° 3' 26" OL | 22472  | Pand met gevel met originele ramen en luiken |
| Huis met gepleisterde trapgevel | Werk-woonhuis                |                                                  |                    | Kruisstraat 7                                   | 52° 38' 27" NB, 5° 3' 31" OL | 22473  | Meer afbeeldingen |
| Huis met smal trapgeveltje xvii, pui | Werk-woonhuis                |                                                  |                    | Kruisstraat 15                                  | 52° 38' 27" NB, 5° 3' 30" OL | 22474  | Huis met smal trapgeveltje xvii, pui |
| Eenvoudig vroeg-19e-eeuws woonhuis | Woonhuis                     |                                                  |                    | Kruisstraat 21                                  | 52° 38' 27" NB, 5° 3' 30" OL | 22475  | Meer afbeeldingen |
| Huis met eenvoudige trapgevel, herbouwd zonder karakteristieke details | Woonhuis                     |                                                  |                    | Kruisstraat 22                                  | 52° 38' 27" NB, 5° 3' 31" OL | 22476  | Meer afbeeldingen |
| Huis met van top beroofde vroeg-17e-eeuwse gevel met blokken langs de vensters | Woonhuis                     |                                                  |                    | Kruisstraat 24                                  | 52° 38' 27" NB, 5° 3' 30" OL | 22477  | Meer afbeeldingen |
| Pand, oorspronkelijk met hout skelet, aan rechterzijde in 1932 verwijderd | Woonhuis                     |                                                  |                    | Kuil 32                                         | 52° 38' 20" NB, 5° 3' 30" OL | 22478  | Meer afbeeldingen |
| Achterbouw aan de Kruisstraat overgekraagd op consoles en gedekt door zadeldak tussen topgevels | Werk-woonhuis                | 17e eeuw                                         |                    | Lange Kerkstraat 11                             | 52° 38' 26" NB, 5° 3' 32" OL | 22479  | Meer afbeeldingen |
| Eenvoudig pand | Winkel                       | 17e eeuw                                         |                    | Lange Kerkstraat 22                             | 52° 38' 25" NB, 5° 3' 32" OL | 22480  | Meer afbeeldingen |
| Pand | Werk-woonhuis                | vroeg 17e eeuw                                   |                    | Lange Kerkstraat 30                             | 52° 38' 25" NB, 5° 3' 33" OL | 22481  | Meer afbeeldingen |
| Kaaspakhuis onder zadeldak | Opslag                       |                                                  |                    | Lindestraat 6                                   | 52° 38' 20" NB, 5° 3' 48" OL | 22482  | Meer afbeeldingen |
| Gepleisterd pand zonder verdieping onder pannen schilddak met dakkapel, 17e eeuw. Voorgevel met houten kroonlijst | Woonhuis                     | 19e eeuw                                         |                    | Melknapsteeg 9                                  | 52° 38' 13" NB, 5° 3' 42" OL | 22483  | Meer afbeeldingen |
| Pand zonder verdieping onder hoog zadeldak | Woonhuis                     |                                                  |                    | Melknapsteeg 11                                 | 52° 38' 13" NB, 5° 3' 42" OL | 22484  | Meer afbeeldingen |
| Pand met verdieping en schilddak. Voorgevel met geprofileerde, houten puibalk | Woonhuis                     | 17e eeuw                                         |                    | Melknapsteeg 13                                 | 52° 38' 13" NB, 5° 3' 42" OL | 22485  | Meer afbeeldingen |
| Pandje met oude pui, na brand herbouwd | Werk-woonhuis                | 1593                                             |                    | Munnickenveld nummer 2                          | 52° 38' 36" NB, 5° 3' 27" OL | 22486  | Meer afbeeldingen |
| Claes Stapel's Hof | Woonhuis                     | eerste helft 17e eeuw                            |                    | Munnickenveld 19                                | 52° 38' 37" NB, 5° 3' 28" OL | 22487  | Meer afbeeldingen |
| Voormalige Kamer van O.I.Compagnie | Handel en kantoor            |                                                  |                    | Muntstraat 4                                    | 52° 38' 29" NB, 5° 3' 37" OL | 22488  | Meer afbeeldingen |
| Huis met bakstenen pilastergevel met rechte kroonlijst, waarschijnlijk oorspronkelijk directiewoning van het O.I.Huis | Woonhuis                     | derde kwart 17e eeuw                             |                    | Muntstraat 6                                    | 52° 38' 30" NB, 5° 3' 39" OL | 22489  | Meer afbeeldingen |
| Gevel met omlijste ingang voor ouder pand met dwarskap tussen topgevels | Woonhuis                     | 19e eeuw                                         |                    | Muntstraat 8A, 8B, 8C, Wisselstraat 3A          | 52° 38' 30" NB, 5° 3' 40" OL | 22490  | Gevel met omlijste ingang voor ouder pand met dwarskap tussen topgevels |
| Eenvoudig laag pand onder dwarskap met dakkapel; roeden in de vensters | Woonhuis                     | laat 18e eeuw                                    |                    | Muntstraat 12                                   | 52° 38' 30" NB, 5° 3' 40" OL | 22491  | Meer afbeeldingen |
| Eenvoudige gevel met rechte kroonlijst voor ouder pand met zadeldak | Woonhuis                     | 19e eeuw                                         |                    | Muntstraat 14                                   | 52° 38' 30" NB, 5° 3' 40" OL | 22492  | Meer afbeeldingen |
| Eenvoudig pand met gevel met rechte kroonlijst | Woonhuis                     | 19e eeuw                                         |                    | Muntstraat 18                                   | 52° 38' 30" NB, 5° 3' 41" OL | 22493  | Meer afbeeldingen |
| Eenvoudige gevel voor wellicht ouder pand; in de vensters op de verdieping roeden. Pui modern | Woonhuis                     | laat 18e eeuw                                    |                    | Muntstraat 20                                   | 52° 38' 30" NB, 5° 3' 41" OL | 22494  | Meer afbeeldingen |
| Eenvoudige gevel voor wellicht ouder pand; pui modern | Woonhuis                     | 19e eeuw                                         |                    | Muntstraat 22                                   | 52° 38' 30" NB, 5° 3' 42" OL | 22495  | Meer afbeeldingen |
| Hoek Gravenstraat. In de ankers gedateerd pand. Gevel gepleisterd en verhoogd, pui gedicht; gevelsteen | Woonhuis                     | 1596                                             |                    | Muntstraat 26                                   | 52° 38' 30" NB, 5° 3' 42" OL | 22496  | Meer afbeeldingen |
| Voormalig pakhuis met rechthoekig grondplan onder zadeldak, dat aan de achterzijde afgewolfd is. Inwendig bevat het pand een houtskelet. In de voorgevel, beëindigd als puntgevel en van jongere datum, vensters met roedeverdeling | Opslag                       | 17e eeuw (houtskelet)                            |                    | Nieuwendam 1                                    | 52° 38' 17" NB, 5° 3' 46" OL | 22497  | Meer afbeeldingen |
| Hoekpand. Eenvoudige trapgevel; in de zijgevel vensters | Woonhuis                     | 18e eeuw                                         |                    | Nieuwendam 4                                    | 52° 38' 18" NB, 5° 3' 45" OL | 22498  | Meer afbeeldingen |
| Huis onder dezelfde kap met nr 5; gepleisterd rechtgesloten geveltje | Woonhuis                     |                                                  |                    | Nieuwendam 6                                    | 52° 38' 18" NB, 5° 3' 45" OL | 22499  | Meer afbeeldingen |
| Pand van eenvoudige architectuur. Passend bij de naastgelegen bebouwing | Woonhuis                     |                                                  |                    | Nieuwendam 7                                    | 52° 38' 18" NB, 5° 3' 45" OL | 22500  | Meer afbeeldingen |
| Van nieuwe gevel voorzien ouder pand met zadeldak | Woonhuis                     |                                                  |                    | Nieuwendam 8                                    | 52° 38' 18" NB, 5° 3' 45" OL | 22501  | Meer afbeeldingen |
| Hoog woon- en pakhuis met ook achterpuntgevel | Werk-woonhuis                |                                                  |                    | Nieuwendam 9                                    | 52° 38' 17" NB, 5° 3' 44" OL | 22502  | Meer afbeeldingen |
| Vernieuwde gevel voor ouder pand met zadeldak | Opslag                       |                                                  |                    | Nieuwendam 10                                   | 52° 38' 17" NB, 5° 3' 44" OL | 22503  | Vernieuwde gevel voor ouder pand met zadeldak |
| Pand van eenvoudige architectuur, 17e-eeuws | Woonhuis                     |                                                  |                    | Nieuwendam 14                                   | 52° 38' 17" NB, 5° 3' 41" OL | 22504  | Meer afbeeldingen |
| Pand van eenvoudige architectuur, 17e-eeuws | Opslag                       |                                                  |                    | Nieuwendam 15                                   | 52° 38' 17" NB, 5° 3' 41" OL | 22505  | Meer afbeeldingen |
| Eenvoudig laat-18e-, vroeg-19e-eeuws huis met omlijste ingang | Woonhuis                     |                                                  |                    | Nieuwendam 18                                   | 52° 38' 16" NB, 5° 3' 40" OL | 22506  | Meer afbeeldingen |
| Pand met verdieping | Woonhuis                     |                                                  |                    | Nieuwendam 24, 24 BO                            | 52° 38' 16" NB, 5° 3' 38" OL | 22507  | Meer afbeeldingen |
| Eenvoudig woonhuis | Woonhuis                     |                                                  |                    | Nieuwendam 25                                   | 52° 38' 16" NB, 5° 3' 38" OL | 22508  | Meer afbeeldingen |
| Pand, met voorgevel, voorzien van vensters in rondboognissen, geprofileerde puibalk en houten kroonlijst | Horeca                       |                                                  |                    | Nieuwendam 35                                   | 52° 38' 17" NB, 5° 3' 35" OL | 22509  | Meer afbeeldingen |
| Pand met verdieping en schilddak, wellicht 17e eeuw | Werk-woonhuis                |                                                  |                    | Nieuwendam 36, 36A, 36B                         | 52° 38' 17" NB, 5° 3' 35" OL | 22510  | Meer afbeeldingen |
| Groot achterhuis van Grote Noord dat modern vernieuwd is | Werk-woonhuis                |                                                  | H.J.Hermans        | Grote Noord 86 (voorheen Nieuwe Noord 29)       | 52° 38' 29" NB, 5° 3' 24" OL | 22511  | Meer afbeeldingen |
| De Oude Rosmolen | Woonhuis                     |                                                  |                    | Nieuwe Noord 45 (achter Grote Noord 104)        | 52° 38' 30" NB, 5° 3' 21" OL | 22512  | Meer afbeeldingen |
| Huis met tweelinggevels met halstoppen; op de klauwstukken gebeeldhouwde kussenvormige bekroningen | Werk-woonhuis                | 1730                                             |                    | Nieuwe Noord 58                                 | 52° 38' 32" NB, 5° 3' 22" OL | 22513  | Huis met tweelinggevels met halstoppen; op de klauwstukken gebeeldhouwde kussenvormige bekroningen                                                                         |
| Huis met laat-18e-eeuwse gevel met rechte kroonlijst waar rocococonsoles; omlijste deur, voor wellicht ouder pand | Woonhuis                     | 18e eeuw                                         |                    | Nieuwland 11                                    | 52° 38' 35" NB, 5° 3' 31" OL | 22514  | Huis met laat-18e-eeuwse gevel met rechte kroonlijst waar rocococonsoles; omlijste deur, voor wellicht ouder pand                                                          |
| Eenvoudige gevel voor wellicht ouder pand | Woonhuis                     | laat 18e eeuw                                    |                    | Nieuwstraat 11                                  | 52° 38' 28" NB, 5° 3' 35" OL | 22515  | Meer afbeeldingen |
| Huis met ingezwenkte halsgevel met siertrossen op de zijden, in fronton gedateerd | Werk-woonhuis                | 1693                                             |                    | Nieuwstraat 13, 13A                             | 52° 38' 28" NB, 5° 3' 35" OL | 22516  | Meer afbeeldingen |
| Huis met gepleisterde gevel met rechte kroonlijst, gebroken kap | Werk-woonhuis                | 19e eeuw (gevel)                                 |                    | Nieuwstraat 15                                  | 52° 38' 28" NB, 5° 3' 35" OL | 22517  | Meer afbeeldingen |
| Eenvoudig pand | Werk-woonhuis                | 18e eeuw                                         |                    | Nieuwstraat 16                                  | 52° 38' 28" NB, 5° 3' 36" OL | 22518  | Meer afbeeldingen |
| Huis met drie traveeën brede gevel afgesloten door rijk gesneden verhoogde kroonlijst met figuren van Handel en Zeevaart en vazen                                                                                                   | Werk-woonhuis                | tweede kwart 18e eeuw                            |                    | Nieuwstraat 17                                  | 52° 38' 28" NB, 5° 3' 35" OL | 22519  | Meer afbeeldingen |
| Poortje. Eenvoudige bakstenen poortomlijsting toegang gevend tot het Klooster | Grensafbakening              | 1603                                             |                    | Nieuwstraat                                     | 52° 38' 29" NB, 5° 3' 37" OL | 22520  | Poortje. Eenvoudige bakstenen poortomlijsting toegang gevend tot het Klooster                                                                                              |
| Vijf traveeën breed eenvoudig pand met hoeklisenen; rechte kroonlijst en dakkapel. Omlijste deurpartij met snijraam. Stoephek langs de volle breedte, pompvoet op de stoep                                                          | Woonhuis                     | 18e eeuw                                         |                    | Nieuwstraat 18                                  | 52° 38' 28" NB, 5° 3' 36" OL | 22521  | Vijf traveeën breed eenvoudig pand met hoeklisenen; rechte kroonlijst en dakkapel. Omlijste deurpartij met snijraam. Stoephek langs de volle breedte, pompvoet op de stoep |
| Huis met eenvoudige halsgevel met fronton en houten klauwstukken | Werk-woonhuis                | 18e eeuw                                         |                    | Nieuwstraat 19                                  | 52° 38' 29" NB, 5° 3' 35" OL | 22522  | Huis met eenvoudige halsgevel met fronton en houten klauwstukken |
| Huis met eenvoudige gevel met rechte kroonlijst; rijk bewerkte deurbekroning en bijzonder sierlijk snijraam met monogram | Woonhuis                     | 18e eeuw                                         |                    | Nieuwstraat 20                                  | 52° 38' 29" NB, 5° 3' 37" OL | 22523  | Meer afbeeldingen |
| Huis met ingezwenkte halsgevel met natuurstenen kuifstuk en aanzetkrullen | Werk-woonhuis                | derde kwart 18e eeuw                             |                    | Nieuwstraat 21                                  | 52° 38' 29" NB, 5° 3' 35" OL | 22524  | Meer afbeeldingen |
| Statenlogement | Bestuursgebouw en onderdl    |                                                  |                    | Nieuwstraat 23                                  | 52° 38' 29" NB, 5° 3' 35" OL | 22525  | Meer afbeeldingen |
| Eenvoudige kosterswoning tegen de zuiderbeuk van de Noorderkerk | Kerkelijke dienstwoning      | 17e eeuw (oorspronkelijk)                        |                    | Kleine Noord 32 A                               | 52° 38' 36" NB, 5° 3' 14" OL | 22526  | Eenvoudige kosterswoning tegen de zuiderbeuk van de Noorderkerk |
| Pand met twee trapgevels | Woonhuis                     | 17e eeuw (oorspronkelijk)                        |                    | Noorderstraat 36, 36A                           | 52° 38' 38" NB, 5° 3' 25" OL | 22527  | Meer afbeeldingen |
| Bescheiden pandje met pothuis en luifel | Werk-woonhuis                | 17e eeuw (oorspronkelijk)                        |                    | Onder de Boompjes 8                             | 52° 38' 33" NB, 5° 3' 38" OL | 22528  | Bescheiden pandje met pothuis en luifel |
| Pand met gesneden deuromlijsting | Woonhuis                     | laat 17e eeuw                                    |                    | Onder de Boompjes 16                            | 52° 38' 33" NB, 5° 3' 40" OL | 22529  | Pand met gesneden deuromlijsting |
| Eenvoudig pand | Woonhuis                     | laat 18e eeuw                                    |                    | Onder de Boompjes 17                            | 52° 38' 33" NB, 5° 3' 40" OL | 22530  | Meer afbeeldingen |
| Vier traveeën breed pand met twee verdiepingen, bekroond door verhoogde gootlijst met rococo-snijwerk. Pui garage. Inwendig betimmering en schouw van stucwerk.                                                                     | Woonhuis                     | tweede kwart 18e eeuw                            |                    | Onder de Boompjes 20                            | 52° 38' 32" NB, 5° 3' 42" OL | 22531  | Meer afbeeldingen |
| Linker helft van de O.I.Pakhuizen. Fors pand onder zadeldak tussen topgevel. In linker pand grote gevelsteen uit atelier H.de Keyser                                                                                                | Opslag                       |                                                  |                    | Onder de Boompjes 21                            | 52° 38' 32" NB, 5° 3' 43" OL | 22532  | Meer afbeeldingen |
| Voorste gedeelte van de rechter helft van de O.I.Pakhuizen onder hoog zadeldak tegen trapgevel. Inwendig schoorsteenmantel met initialen van de O.I.C.                                                                              | Opslag                       |                                                  |                    | Onder de Boompjes 22                            | 52° 38' 32" NB, 5° 3' 43" OL | 22533  | Meer afbeeldingen |
| Huis met trapgevel, bij de restauratie regelmatig opgebouwd, pui in 17e-eeuwse trant gerestaureerd. Puibalk en fries met leeuwenmaskers, wapenstenen en jaartalsteen                                                                | Werk-woonhuis                | 1616                                             |                    | Oude Doelenkade 17                              | 52° 38' 19" NB, 5° 3' 50" OL | 22534  | Meer afbeeldingen |
| Huis met trapgevel, bij de restauratie regelmatig opgebouwd, pui in 17e-eeuwse trant gerestaureerd. Puibalk en fries met leeuwenmaskers, wapenstenen en jaartalsteen                                                                | Werk-woonhuis                | 1616                                             |                    | Oude Doelenkade 19                              | 52° 38' 19" NB, 5° 3' 50" OL | 22535  | Meer afbeeldingen |
| Pand waarvan bij de restauratie in 1962 e.v. boven de verdieping en pui de trapgevel gerestaureerd is; achtergevel gaaf | Opslag                       |                                                  |                    | Oude Doelenkade 21                              | 52° 38' 19" NB, 5° 3' 50" OL | 22536  | Meer afbeeldingen |
| Woningen gemaakt in het overige deel van de rechter helft van de O.I.Pakhuizen. Aan de Vest hoge trapgevel met jaartalanker | Opslag                       | 1631                                             |                    | Pakhuisstraat 1                                 | 52° 38' 32" NB, 5° 3' 44" OL | 22537  | Woningen gemaakt in het overige deel van de rechter helft van de O.I.Pakhuizen. Aan de Vest hoge trapgevel met jaartalanker                                                |
| Zeer brede panden, waarvan het linker een gevel heeft door gladde pilasters en een middenrisaliet geleed; deurpartij met rococo-snijwerk. Rechter pand niet geleed; snijwerk aan deuromlijsting en kroonlijst                       | Vergadering en vereniging    | 18e eeuw                                         |                    | Ramen 1A-1N                                     | 52° 38' 29" NB, 5° 3' 28" OL | 22538  | Meer afbeeldingen |
| Zeer brede panden, waarvan het linker een gevel heeft door gladde pilasters en een middenrisaliet geleed; deurpartij met rococo-snijwerk. Rechter pand niet geleed; snijwerk aan deuromlijsting en kroonlijst                       | Vergadering en vereniging    | 18e eeuw                                         |                    | Ramen 3A-3C                                     | 52° 38' 29" NB, 5° 3' 28" OL | 22538  | Meer afbeeldingen |
| Huis met geheel bakstenen trapgevel en pui | Woonhuis                     | eerste helft 17e eeuw (huis) 19e eeuw (pui)      |                    | Ramen 7                                         | 52° 38' 30" NB, 5° 3' 28" OL | 22539  | Meer afbeeldingen |
| Huis met geheel bakstenen trapgevel en pui | Woonhuis                     | eerste helft 17e eeuw (huis) 19e eeuw (pui)      |                    | Ramen 9                                         | 52° 38' 30" NB, 5° 3' 28" OL | 22540  | Meer afbeeldingen |
| Huis met brede trapgevel van het zgn. Haarlemse type rijk met natuurstenen blokken versierd; pui aangepast. Met tongewelf gedekte gang                                                                                              | Woonhuis                     |                                                  | J. van Reijendam   | Ramen 11, 11A                                   | 52° 38' 30" NB, 5° 3' 27" OL | 22541  | Meer afbeeldingen |
| Woonhuis van eenvoudige architectuur | Woonhuis                     | 18e eeuw                                         |                    | Ramen 17                                        | 52° 38' 31" NB, 5° 3' 27" OL | 22542  | Meer afbeeldingen |
| Hoek Duinsteeg, pandje met gevelsteen en puntgevel. Gevelsteen In die ro haen | Werk-woonhuis                | 1628                                             |                    | Ramen 23                                        | 52° 38' 31" NB, 5° 3' 27" OL | 22543  | Meer afbeeldingen |
| Hoek Duinsteeg. Pand met gevelsteen, thans met rechte kroonlijst; pui gedicht en vensters op de verdieping XVIII. Voor- en zijgevel gepleisterd                                                                                     | Woonhuis                     | 1611                                             |                    | Ramen 25                                        | 52° 38' 32" NB, 5° 3' 26" OL | 22544  | Meer afbeeldingen |
| Doopsgezinde Pastorie. Blokvormig pand van vijf traveeën met verdieping. In rococo trant omlijste ingangspartij met venster er boven, consoles op de gootlijst en dakkapel; hoekschoorstenen. Gevel, gepleisterd en opgesierd       | Woonhuis                     | tweede kwart 18e eeuw (huis) 19e eeuw (gevel)    |                    | Ramen 29                                        | 52° 38' 32" NB, 5° 3' 26" OL | 22545  | Meer afbeeldingen |
| Pand met twee verdiepingen. Deuromlijsting met rococo-snijwerk;consoles op de gootlijst | Woonhuis                     | midden 18e eeuw                                  |                    | Ramen 35, 35A-35E                               | 52° 38' 33" NB, 5° 3' 25" OL | 22546  | Meer afbeeldingen |
| Pastorie van de Lutherse Kerk. Voorbouw met twee verdiepingen en rechte kroonlijst voor ouder pand. Rococo-snijwerk boven de omlijste deur                                                                                          | Woonhuis                     | 18e eeuw (voorbouw)                              |                    | Ramen 2                                         | 52° 38' 29" NB, 5° 3' 30" OL | 22547  | Meer afbeeldingen |
| Lutherse Kerk | Kerk en kerkonderdeel        |                                                  |                    | Ramen 4                                         | 52° 38' 29" NB, 5° 3' 30" OL | 22548  | Meer afbeeldingen |
| Kosterij der lutherse kerk | Woonhuis                     |                                                  |                    | Ramen 6                                         | 52° 38' 30" NB, 5° 3' 29" OL | 22549  | Meer afbeeldingen |
| Eenvoudige 18e-eeuwse gevel voor wellicht ouder pand | Woonhuis                     |                                                  |                    | Ramen 8                                         | 52° 38' 30" NB, 5° 3' 29" OL | 22550  | Meer afbeeldingen |
| Pand met gepleisterde verdieping onder schilddak met kroonlijst | Woonhuis                     | 17e eeuw (oorsprong)                             |                    | Ramen 18                                        | 52° 38' 30" NB, 5° 3' 29" OL | 22551  | Meer afbeeldingen |
| Smal pand met gepleisterde, aan de top verminkte trapgevel | Woonhuis                     |                                                  |                    | Ramen 20                                        | 52° 38' 31" NB, 5° 3' 29" OL | 22552  | Meer afbeeldingen |
| Huis met laat-18e-eeuwse gevel met rechte kroonlijst waarop consoles | Woonhuis                     |                                                  |                    | Ramen 22                                        | 52° 38' 31" NB, 5° 3' 28" OL | 22553  | Meer afbeeldingen |
| Huis met 18e-eeuwse voorbouw met dwarskap | Werk-woonhuis                |                                                  |                    | Ramen 24, 24 BO                                 | 52° 38' 31" NB, 5° 3' 28" OL | 22554  | Huis met 18e-eeuwse voorbouw met dwarskap |
| Huis met eenvoudige 18e-eeuwse gevel met grote vensters | Woonhuis                     |                                                  |                    | Ramen 30                                        | 52° 38' 31" NB, 5° 3' 28" OL | 22555  | Meer afbeeldingen |
| Vijf traveeën breed deftig woonhuis met rechte kroonlijst | Woonhuis                     | ca. 1830                                         |                    | Ramen 32                                        | 52° 38' 32" NB, 5° 3' 28" OL | 22556  | Meer afbeeldingen |
| Pakhuis met eenvoudige architectuur | Opslag                       |                                                  |                    | Ramen 36                                        | 52° 38' 32" NB, 5° 3' 27" OL | 22557  | Meer afbeeldingen |
| Statencollege | Bestuursgebouw en onderdelen | 1632                                             |                    | Roode Steen 1                                   | 52° 38' 21" NB, 5° 3' 32" OL | 22558  | Meer afbeeldingen |
| Klein pand waarvan de top van de gevel verloren is gegaan. Gevelsteen met daarop de naam van het pand: In d'Yserman | Werk-woonhuis                |                                                  |                    | Roode Steen 2, West 47 A en 47 B                | 52° 38' 20" NB, 5° 3' 33" OL | 22559  | Klein pand waarvan de top van de gevel verloren is gegaan. Gevelsteen met daarop de naam van het pand: In d'Yserman                                                        |
| Eenvoudige gevel | Woonhuis                     |                                                  |                    | Roode Steen 4, Grote Havensteeg 17 A            | 52° 38' 21" NB, 5° 3' 34" OL | 22560  | Eenvoudige gevel |
| Eenvoudige gevel | Werk-woonhuis                |                                                  |                    | Roode Steen 5                                   | 52° 38' 21" NB, 5° 3' 34" OL | 22561  | Eenvoudige gevel |
| Gevel voor ouder diep pand | Woonhuis                     |                                                  |                    | Roode Steen 6                                   | 52° 38' 21" NB, 5° 3' 34" OL | 22562  | Meer afbeeldingen |
| Huis met 17e-eeuwse gepleisterde gevel | Opslag                       |                                                  |                    | Roode Steen 7                                   | 52° 38' 21" NB, 5° 3' 35" OL | 22563  | Meer afbeeldingen |
| Waaggebouw | Handel en kantoor            | 1609                                             | Hendrick de Keyser | Roode Steen 8                                   | 52° 38' 22" NB, 5° 3' 35" OL | 22564  | Meer afbeeldingen |
| Huis met eenvoudige 18e-eeuwse gevel met rechte kroonlijst en omlijste deurpartij | Woonhuis                     |                                                  |                    | Roode Steen 9                                   | 52° 38' 22" NB, 5° 3' 34" OL | 22565  | Meer afbeeldingen |
| Huis met eenvoudige 18e-eeuwse gevel | Woonhuis                     |                                                  |                    | Roode Steen 10                                  | 52° 38' 22" NB, 5° 3' 34" OL | 22566  | Meer afbeeldingen |
| Huis met eenvoudige 18e-eeuwse gevel | Werk-woonhuis                |                                                  |                    | Roode Steen 11, 11 BO                           | 52° 38' 23" NB, 5° 3' 34" OL | 22567  | Meer afbeeldingen |
| Huis met eenvoudige 18e-eeuwse gevel met twee verdiepingen, pui modern | Woonhuis                     |                                                  |                    | Roode Steen 12, 12 BO                           | 52° 38' 23" NB, 5° 3' 34" OL | 22568  | Meer afbeeldingen |
| Eenvoudig 19e-eeuws woonhuis in traditionele trant | Woonhuis                     |                                                  |                    | Roode Steen 13                                  | 52° 38' 23" NB, 5° 3' 33" OL | 22569  | Eenvoudig 19e-eeuws woonhuis in traditionele trant |
| Pand met gepleisterde gevel waarin smalle hoeklisenen en een middenrisaliet bekroond door halfronde dakkapel. Pui modern. Stoep met hek. Zadeldak met rode pannen en zwarte pannen op voorste schild                                | Woonhuis                     | Vroeg 19e eeuw                                   |                    | Roode Steen 14                                  | 52° 38' 22" NB, 5° 3' 31" OL | 22570  | Meer afbeeldingen |
| Roode Steen 15: Vijf traveeën breed sober pand met rechte kroonlijst en dakkapel | Woonhuis                     |                                                  |                    | Roode Steen 15                                  | 52° 38' 22" NB, 5° 3' 31" OL | 22571  | Meer afbeeldingen |
| Roode Steen 16: Huis met monumentale bakstenen gevel van vijf traveeën, afgesloten door klassiek hoofdgestel met metopen en triglyphen                                                                                              | Woonhuis                     |                                                  | J. van Reijendam   | Roode Steen 16                                  | 52° 38' 21" NB, 5° 3' 32" OL | 22572  | Meer afbeeldingen |
| Ondiep hoekpand, door hoog aan de voorzijde afgesnoten zadeldak gedekt | Werk-woonhuis                |                                                  |                    | Schoolsteeg 7                                   | 52° 38' 24" NB, 5° 3' 41" OL | 22573  | Meer afbeeldingen |
| Bossuhuis | Woonhuis                     | 18e eeuw 1897 (rest.)                            |                    | Slapershaven 1                                  | 52° 38' 25" NB, 5° 3' 57" OL | 22574  | Bossuhuis |
| Bossuhuis | Woonhuis                     | laat 16e eeuw                                    |                    | Slapershaven 2                                  | 52° 38' 25" NB, 5° 3' 57" OL | 22575  | Meer afbeeldingen |
| NS Station Hoorn | Transport                    |                                                  |                    | Stationsplein 1                                 | 52° 38' 42" NB, 5° 3' 16" OL | 22576  | Meer afbeeldingen |
| Voormalig Huiszittenhuis, later kazerne | Sociale zorg, liefdadigh.    | 1738                                             |                    | Veemarkt 6 en 6A                                | 52° 38' 35" NB, 5° 3' 19" OL | 22577  | Meer afbeeldingen |
| Stadstimmerwinkel | Industrie                    |                                                  |                    | Veemarkt 19                                     | 52° 38' 35" NB, 5° 3' 16" OL | 22578  | Stadstimmerwinkel |
| Groot pand | Woonhuis                     |                                                  |                    | Veemarkt 49                                     | 52° 38' 39" NB, 5° 3' 9" OL  | 22579  | Meer afbeeldingen |
| Vernieuwde gevel voor 17e-eeuws pand | Opslag                       |                                                  |                    | Veermanskade 2                                  | 52° 38' 14" NB, 5° 3' 46" OL | 22580  | Meer afbeeldingen |
| Huis met gepleisterde gevel met moderne bekroning | Opslag                       |                                                  |                    | Veermanskade 3                                  | 52° 38' 14" NB, 5° 3' 46" OL | 22581  | Meer afbeeldingen |
| Huis met gepleisterde topgevel op houten pui | Opslag                       |                                                  |                    | Veermanskade 4                                  | 52° 38' 15" NB, 5° 3' 46" OL | 22582  | Meer afbeeldingen |
| Huis met gepleisterde gevel zonder top | Opslag                       |                                                  |                    | Veermanskade 5                                  | 52° 38' 15" NB, 5° 3' 46" OL | 22583  | Meer afbeeldingen |
| Huis met in 18e of vroeg 18e eeuw vereenvoudigd herbouwde en recht afgesloten gevel | Opslag                       |                                                  |                    | Veermanskade 6                                  | 52° 38' 15" NB, 5° 3' 46" OL | 22584  | Meer afbeeldingen |
| Eenvoudig woonhuis, midden 19e eeuw, onder dwarskap | Opslag                       |                                                  |                    | Veermanskade 7                                  | 52° 38' 15" NB, 5° 3' 46" OL | 22585  | Meer afbeeldingen |
| Eenvoudig woonhuis, midden 19e eeuw, onder dwarskap | Woonhuis                     |                                                  |                    | Veermanskade 8                                  | 52° 38' 15" NB, 5° 3' 46" OL | 22586  | Meer afbeeldingen |
| Eenvoudig woonhuis, midden 19e eeuw, onder dwarskap | Woonhuis                     |                                                  |                    | Veermanskade 9                                  | 52° 38' 15" NB, 5° 3' 46" OL | 22587  | Meer afbeeldingen |
| Eenvoudig woonhuis, midden 19e eeuw, onder dwarskap | Woonhuis                     |                                                  |                    | Veermanskade 10                                 | 52° 38' 16" NB, 5° 3' 46" OL | 22588  | Meer afbeeldingen |
| Huis met laat-18e-eeuwse gevel met rechte kroonlijst en dakkapel | Handel en kantoor            |                                                  |                    | Veermanskade 11                                 | 52° 38' 16" NB, 5° 3' 46" OL | 22589  | Meer afbeeldingen |
| Huis met eenvoudige vroeg-19e-eeuwse gevel met rechte kroonlijst en dakkapel | Opslag                       |                                                  |                    | Veermanskade 12 en 12A                          | 52° 38' 16" NB, 5° 3' 46" OL | 22590  | Meer afbeeldingen |
| Woonhuis met rechte kroonlijst waarop gesneden consoles | Woonhuis                     |                                                  |                    | Veermanskade 13                                 | 52° 38' 16" NB, 5° 3' 46" OL | 22591  | Meer afbeeldingen |
| Woonhuis met vernieuwde, verminkte voorgevel voor oude 17e-eeuwse kern | Woonhuis                     |                                                  |                    | Veermanskade 14                                 | 52° 38' 16" NB, 5° 3' 46" OL | 22592  | Meer afbeeldingen |
| Geboortehuis Willem IJsbrantsz. Bontekoe | Woonhuis                     |                                                  |                    | Veermanskade 15                                 | 52° 38' 17" NB, 5° 3' 46" OL | 22593  | Meer afbeeldingen |
| Pakhuis met geheel gepleisterde gevel | Opslag                       |                                                  |                    | Veermanskade 15                                 | 52° 38' 17" NB, 5° 3' 46" OL | 22594  | Meer afbeeldingen |
| Huis met gepleisterde halsgevel | Woonhuis                     |                                                  |                    | Vismarkt 2                                      | 52° 38' 18" NB, 5° 3' 34" OL | 22595  | Meer afbeeldingen |
| Pand met verdieping en schilddak | Woonhuis                     |                                                  |                    | West 42                                         | 52° 38' 18" NB, 5° 3' 30" OL | 22596  | Meer afbeeldingen |
| "In De Frachtwage" | Werk-woonhuis                | 1612 (gevelsteen)                                |                    | West 50                                         | 52° 38' 18" NB, 5° 3' 29" OL | 22597  | Meer afbeeldingen |
| Huis met halsgevel met gebeeldhouwde klauwstukken | Woonhuis                     |                                                  |                    | West 72                                         | 52° 38' 20" NB, 5° 3' 33" OL | 22598  | Huis met halsgevel met gebeeldhouwde klauwstukken |
| Langgerekt pand onder zadeldak evenwijdig aan de straat | Sociale zorg, liefdadigh.    |                                                  |                    | Wisselstraat 6A, 8, Kloosterpoort 1, 3          | 52° 38' 29" NB, 5° 3' 42" OL | 22599  | Meer afbeeldingen |
| Eenvoudig pand onder zadeldak evenwijdig aan de straat | Woonhuis                     |                                                  |                    | Wisselstraat 10                                 | 52° 38' 29" NB, 5° 3' 42" OL | 22600  | Eenvoudig pand onder zadeldak evenwijdig aan de straat |
| Overbouwde gang met poortje waarboven een sterk verweerd natuurstenen reliëf | Onderdeel woningen e.d.      |                                                  |                    | Wisselstraat                                    | 52° 38' 28" NB, 5° 3' 39" OL | 22601  | Meer afbeeldingen |
| Pand met gevel met fragmenten | Woonhuis                     |                                                  |                    | Zon 1                                           | 52° 38' 26" NB, 5° 3' 57" OL | 22602  | Meer afbeeldingen |
| Eenvoudig 17e-eeuws woonhuis | Woonhuis                     |                                                  |                    | Zon 11                                          | 52° 38' 26" NB, 5° 3' 56" OL | 22603  | Meer afbeeldingen |
| Gracht en omwalling noordzijde van de stad van Noorderstraat tot voorbij de Oosterpoort, waarin de Oosterpoort en Mariatoren | Omwalling                    |                                                  |                    | Noorderstraat, Oosterplantsoen                  | 52° 38' 31" NB, 5° 3' 57" OL | 22604  | Gracht en omwalling noordzijde van de stad van Noorderstraat tot voorbij de Oosterpoort, waarin de Oosterpoort en Mariatoren                                               |
| Oosterpoortsbrug | Brug                         |                                                  |                    | Oosterpoort                                     | 52° 38' 29" NB, 5° 4' 8" OL  | 22605  | Meer afbeeldingen |
| Gemetselde boogbrug over de Appelhaven 1783 (Appelbrug) | Brug                         | 1783                                             |                    | Appelhaven                                      | 52° 38' 18" NB, 5° 3' 39" OL | 22606  | Gemetselde boogbrug over de Appelhaven 1783 (Appelbrug) |
| Waterpoortbrug | Brug                         | 1871/72                                          |                    | Koepoortsplein - Noorderstraat                  | 52° 38' 37" NB, 5° 3' 33" OL | 22607  | Waterpoortbrug |
| Brug en sluis tussen Grote en Kleine Oost (Kleine Oostbrug) | Waterkering en -doorlaat     |                                                  |                    | Kleine Oost                                     | 52° 38' 26" NB, 5° 3' 59" OL | 22608  | Meer afbeeldingen |
| Houten klapbrug Korenmarkt-Bierkade, in 1937 vernieuwd (Engeltjesbrug) | Brug                         |                                                  |                    | Korenmarkt                                      | 52° 38' 20" NB, 5° 3' 45" OL | 22609  | Meer afbeeldingen |
| Klapbrug over de Turfhaven (Pakhuisbrug) | Brug                         |                                                  |                    | Pakhuisstraat                                   | 52° 38' 31" NB, 5° 3' 43" OL | 22610  | Meer afbeeldingen |
| Sluis binnenhaven | Waterkering en -doorlaat     | 1777                                             |                    | Hoofd                                           | 52° 38' 15" NB, 5° 3' 49" OL | 22611  | Meer afbeeldingen |
| Standbeeld van Jan Pieterszoon Coen | Gedenkteken                  |                                                  |                    | Roode Steen                                     | 52° 38' 21" NB, 5° 3' 33" OL | 22612  | Meer afbeeldingen |
| Gerechtssteen, bijgenaamd "Roode Steen" | Gedenkteken                  |                                                  |                    | Roode Steen                                     | 52° 38' 21" NB, 5° 3' 33" OL | 22613  | Gerechtssteen, bijgenaamd "Roode Steen" |
| Gietijzeren palen waarop het stadswapen, 1882, met hekken. | Erfscheiding                 |                                                  |                    | Veemarkt                                        | 52° 38' 36" NB, 5° 3' 15" OL | 22614  | Meer afbeeldingen |
| H.H. Cyriacus en Franciscus- of Koepelkerk | Kerk en kerkonderdeel        | 1882                                             | A.C. Bleijs        | Grote Noord 15                                  | 52° 38' 23" NB, 5° 3' 29" OL | 333537 | Meer afbeeldingen |
| Grote Kerk | Kerk en kerkonderdeel        | 1881-1883                                        | C. Muysken         | Kerkplein 33                                    | 52° 38' 26" NB, 5° 3' 37" OL | 333542 | Meer afbeeldingen |
| Rijksscholengem. West-Friesland | Onderwijs en wetenschap      | 1909-1910                                        |                    | Bontekoestraat 3                                | 52° 38' 38" NB, 5° 4' 1" OL  | 517424 | Meer afbeeldingen |
| Conciërgewoning | Dienstwoning                 | 1909-1910                                        |                    | J D Pollstraat 2                                | 52° 38' 39" NB, 5° 4' 2" OL  | 517425 | Conciërgewoning |
| Oostereiland: hoofdgebouw | Bestuursgebouw en onderdl    | 1680                                             |                    | Krententuin 1-24 en diversen Schuijteskade      | 52° 38' 10" NB, 5° 3' 44" OL | 517427 | Meer afbeeldingen |
| Oostereiland: wachthuisje | Gerechtsgebouw               | 1930                                             |                    | Oostereiland bij 1                              | 52° 38' 7" NB, 5° 3' 44" OL  | 517428 | Meer afbeeldingen |
| Oostereiland: wachthuisje | Gerechtsgebouw               | 1930                                             |                    | Oostereiland bij 1                              | 52° 38' 7" NB, 5° 3' 44" OL  | 517429 | Meer afbeeldingen |
| Oostereiland: portiersgebouw met transformatorhuisje | Dienstwoning                 | 1875                                             |                    | Oostereiland bij 1                              | 52° 38' 7" NB, 5° 3' 44" OL  | 517430 | Meer afbeeldingen |
| Winkelwoonhuis in Art Nouveaustijl | Werk-woonhuis                | 1901                                             |                    | Kerkstraat 15                                   | 52° 38' 24" NB, 5° 3' 33" OL | 517436 | Meer afbeeldingen |
| Pakhuis van twee bouwlagen onder een afgeplat schilddak gedekt met rode kruispannen | Opslag                       | 1903                                             |                    | Kerkstraat bij 15                               | 52° 38' 24" NB, 5° 3' 33" OL | 517437 | Meer afbeeldingen |
| Winkelwoning | Werk-woonhuis                | 1840                                             |                    | Kleine Noord 47                                 | 52° 38' 37" NB, 5° 3' 9" OL  | 517440 | Meer afbeeldingen |
| Voormalig kaaspakhuis | Opslag                       | laatste kwart 19e eeuw                           |                    | Appelhaven 6, 6A-6G                             | 52° 38' 19" NB, 5° 3' 38" OL | 517441 | Meer afbeeldingen |
| Pakhuis "De Zon" | Opslag                       | 1874                                             | A.C. Bleijs        | Bierkade 1                                      | 52° 38' 18" NB, 5° 3' 40" OL | 517442 | Meer afbeeldingen |
| Pakhuizen Alkmaar en Gouda | Opslag                       | 1903                                             |                    | Bierkade 4                                      | 52° 38' 18" NB, 5° 3' 41" OL | 517443 | Meer afbeeldingen |
| Kaaspakhuis Noord-Holland | Opslag                       | 1931                                             |                    | Bierkade 6                                      | 52° 38' 19" NB, 5° 3' 42" OL | 517444 | Meer afbeeldingen |
| Voormalige pastorie van de Koepelkerk | Kerkelijke dienstwoning      | 1879-1881                                        | A.C. Bleijs        | Grote Noord 13                                  | 52° 38' 23" NB, 5° 3' 29" OL | 517445 | Meer afbeeldingen |
| Herenhuis tegenover de Koepelkerk | Woonhuis                     | 1865                                             | A.C. Bleijs        | Grote Noord 20, 't Glop 6A-6E                   | 52° 38' 24" NB, 5° 3' 30" OL | 517446 | Herenhuis tegenover de Koepelkerk |
| Voormalige kazerne voor de infanterie | Militair verblijfsgebouw     | 1875-1883                                        |                    | Mosterdsteeg 1-35 (oneven)                      | 52° 38' 36" NB, 5° 3' 22" OL | 517448 | Voormalige kazerne voor de infanterie |
| Meel- en kaaspakhuizen "De Landbouw" en "De Nijverheid" | Opslag                       | 1890                                             |                    | Nieuwendam 2                                    | 52° 38' 17" NB, 5° 3' 46" OL | 517449 | Meer afbeeldingen |
| Meel- en kaaspakhuizen "De Landbouw" en "De Nijverheid" | Opslag                       | 1890                                             |                    | Nieuwendam 3                                    | 52° 38' 17" NB, 5° 3' 46" OL | 517449 | Meer afbeeldingen |
| Gietijzeren voetgangersbrug genaamd Kippebruggetje | Brug                         | 1864                                             |                    | Nieuwland bij 29                                | 52° 38' 37" NB, 5° 3' 31" OL | 517450 | Gietijzeren voetgangersbrug genaamd Kippebruggetje |
| Blok van zes herenhuizen | Woonhuis                     | 1903                                             | Van Reijendam      | Oude Doelenkade 27-29-31-33-35-37               | 52° 38' 20" NB, 5° 3' 51" OL | 517451 | Blok van zes herenhuizen |
| Poortje met stoep en stoephek, zogenaamde Burgemeesterspoortje | Erfscheiding                 | ca. 1880                                         |                    | Roode Steen bij 15                              | 52° 38' 22" NB, 5° 3' 31" OL | 517452 | Poortje met stoep en stoephek, zogenaamde Burgemeesterspoortje |
| 't Rooie Dorp: woningblok van twee arbeiderswoningen | Woonhuis                     | 1909-1911                                        |                    | Venenlaan 25, 27                                | 52° 38' 35" NB, 5° 4' 5" OL  | 517453 | 't Rooie Dorp: woningblok van twee arbeiderswoningen |
| Hoge Brug | Brug                         | 1930                                             |                    | Korenmarkt bij 1                                | 52° 38' 17" NB, 5° 3' 47" OL | 517454 | Meer afbeeldingen |
| 't Rooie Dorp: woningblok van twee arbeiderswoningen | Woonhuis                     | 1909-1911                                        |                    | Venenlaan 29, 31, 33, 35                        | 52° 38' 35" NB, 5° 4' 5" OL  | 524422 | 't Rooie Dorp: woningblok van twee arbeiderswoningen |
| 't Rooie Dorp: woningblok van vier arbeiderswoningen | Woonhuis                     | 1909-1911                                        |                    | Venenlaan 39, 41                                | 52° 38' 35" NB, 5° 4' 5" OL  | 524423 | 't Rooie Dorp: woningblok van vier arbeiderswoningen |
| 't Rooie Dorp: woningblok van vier arbeiderswoningen | Woonhuis                     | 1909-1911                                        |                    | Venenlaan 45, 47, 49, 51                        | 52° 38' 35" NB, 5° 4' 6" OL  | 524424 | 't Rooie Dorp: woningblok van vier arbeiderswoningen |
| 't Rooie Dorp: woningblok van vier arbeiderswoningen | Woonhuis                     | 1909-1911                                        |                    | Venenlaan 53, 55, 56, 59                        | 52° 38' 34" NB, 5° 4' 7" OL  | 524425 | 't Rooie Dorp: woningblok van vier arbeiderswoningen |
| 't Rooie Dorp: woningblok van vier arbeiderswoningen | Woonhuis                     | 1909-1911                                        |                    | Venenlaan 61, 63, 65, 67                        | 52° 38' 35" NB, 5° 4' 7" OL  | 524426 | 't Rooie Dorp: woningblok van vier arbeiderswoningen |
| 't Rooie Dorp: woningblok van vier arbeiderswoningen | Woonhuis                     | 1909-1911                                        |                    | Venenlaan 71, 73                                | 52° 38' 36" NB, 5° 4' 7" OL  | 524427 | 't Rooie Dorp: woningblok van vier arbeiderswoningen |
| 't Rooie Dorp: woningblok van vier arbeiderswoningen | Woonhuis                     | 1909-1911                                        |                    | Venenlaan 77, 79, 81, 83                        | 52° 38' 35" NB, 5° 4' 8" OL  | 524428 | 't Rooie Dorp: woningblok van vier arbeiderswoningen |
| 't Rooie Dorp: woningblok van twee arbeiderswoningen | Woonhuis                     | 1909-1911                                        |                    | Venenlaan 85, 87                                | 52° 38' 35" NB, 5° 4' 9" OL  | 524429 | 't Rooie Dorp: woningblok van twee arbeiderswoningen |

## Voormalige rijksmonumenten
De plaats Hoorn telt 3 verdwenen rijksmonumenten. Twee zijn er gesloopt en een is verplaatst.
| Object | Oorspronkelijke functie? | Bouwjaar        | Architect | Locatie                                                      | Coördinaten?                 | Nr.?  | Afbeelding   |
| --- | ------------------------ | --------------- | --------- | ------------------------------------------------------------ | ---------------------------- | ----- | ------------ |
| Kabinetorgel | Orgel                    | midden 19e eeuw |           | Eikstraat 1 (sinds 2005 Grote of Sint-Gertrudiskerk (Workum) | 52° 38' 39" NB, 5° 3' 44" OL | 22323 | Kabinetorgel |
| Deel van 17e-eeuws pand, waarvan de pui 18e-eeuws met glasroeden en de verdieping later vernieuwd en verbreed met behoud van oude kozijnen. | Gebouw                   | 17e eeuw        |           | Kleine Noord 11                                              | 52° 38' 39" NB, 5° 3' 44" OL | 22445 | Upload foto  |
| Deel van 17e-eeuws pand, waarvan de pui 18e-eeuws met glasroeden en de verdieping later vernieuwd en verbreed met behoud van oude kozijnen. | Gebouw                   | 17e eeuw        |           | Kleine Noord 13                                              | 52° 38' 34" NB, 5° 3' 14" OL | 22446 | Upload foto  |

## Beschermde gezichten
- Rijksbeschermd gezicht Hoorn
- Rijksbeschermd gezicht Hoorn Uitbreiding